# Reflexrecht
Ein Reflexrecht liegt (nach Georg Jellinek) in Abgrenzung zu einem subjektiven öffentlichen Recht vor, wenn ein objektives öffentliches Recht zu einem Anstoß einer staatshoheitlichen Aktion führt oder wenn ein Einzelner im Interesse der Allgemeinheit zum Objekt staatlicher Fürsorge wird.

## Beispiel
Jedermann hat das Recht, sich bei der Rechtsanwaltskammer als Aufsichtsbehörde über das Verhalten eines Rechtsanwalts zu beschweren. Dieses Beschwerderecht ist indes lediglich ein Reflexrecht. Denn es besteht kein Anspruch Dritter auf aufsichtliches Einschreiten der Rechtsanwaltskammer gegen ein Kammermitglied. Die berufsrechtliche Aufsicht der Rechtsanwaltskammer über ihre Mitglieder dient nicht der Wahrung individueller Belange, sondern dem öffentlichen Interesse. Dritte haben daher keinen Anspruch gegen die Rechtsanwaltskammer auf eine Aufsichtsmaßnahme oder auch nur auf eine fehlerfreie Ermessensentscheidung über ein etwaiges Einschreiten gegen ein Kammermitglied.